# Rafael Ildefonso Arté
Rafael Ildefonso Arté Sagué (* 4. September 1843 in Figueres; † 7. März 1877) war ein spanischer Musikpädagoge.
Arté kam während der spanischen Annexionszeit nach Puerto Rico und blieb dort auch nach 1865. Er leitete zunächst eine Musikschule in Puerto Plata und gründete 1872 in Santiago de los Caballeros die Kapelle des Batallon de Yaque, das wichtigste musikalische  Ensemble der Region sowie mit 21 Schülern eine Musikschule. Das Eröffnungskonzert der Kapelle mit Stücken aus Robert le diable, La traviata und anderen Werken fand 1874 statt. Sein bedeutendster Schüler war José Ovidio García, der spätere Gründer des Centro lírico cultural Rafael I. Arté. 1909 ehrte ihn  die Stadt Santiago mit einer Trauerveranstaltung. Arté Sagué ist der Vater des Komponisten Rafael Emilio Arté.

## Quelle
- Mao en la Corazón - Apuntes Biográficos de Rafael Emilio Arté Cruz

| Personendaten    | Personendaten                                     |
| ---------------- | ------------------------------------------------- |
| NAME             | Arté, Rafael Ildefonso                            |
| ALTERNATIVNAMEN  | Arté Sagué, Rafael Ildefonso (vollständiger Name) |
| KURZBESCHREIBUNG | spanischer Musikpädagoge                          |
| GEBURTSDATUM     | 4. September 1843                                 |
| GEBURTSORT       | Figueres                                          |
| STERBEDATUM      | 7. März 1877                                      |